# Teoconservadorismo
As palavras teoconservadorismo e teocon, formadas pela união de " teocracia" e "conservadorismo"/ "conservador", geralmente ocorrem como rótulos pejorativos que se referem a membros da direita cristã, particularmente aqueles cuja ideologia representa uma síntese de elementos do conservadorismo norte-americano, do cristianismo conservador e conservadorismo social, expresso por meios políticos. O termo theocon apareceu pela primeira vez em 1996 em um artigo no jornal estadounidense The New Republic intitulado "Neocon v. Theocon" de Jacob Heilbrunn, onde escreveu:
[Os] neoconservadores acreditam que a América é especial porque foi fundada em uma ideia - um compromisso com os direitos do homem consagrados na Declaração de Independência - não em afiliações étnicas ou religiosas. Os teocons também argumentam que a América está enraizada em uma ideia, mas eles acreditam que essa ideia é o cristianismo .
 A mídia nos Estados Unidos tem usado os termos para identificar os conservadores religiosos. O jornalista Andrew Sullivan costuma usar o conceito, como os cartunistas políticos Cox e Forkum em referência à ex-secretária de Estado da Flórida, Katherine Harris.